# Takifugu niphobles
Takifugu niphobles é uma espécie de peixe da família Tetraodontidae.
Pode ser encontrada nos seguintes países: Hong Kong, Japão, Taiwan e Vietname.